# Coenosia brunneifacies
Coenosia brunneifacies är en tvåvingeart som beskrevs av Charles Howard Curran 1935. Coenosia brunneifacies ingår i släktet Coenosia och familjen husflugor. Inga underarter finns listade i Catalogue of Life.